# Pseudorabdion ater
Pseudorabdion ater är en ormart som beskrevs av Taylor 1922. Pseudorabdion ater ingår i släktet Pseudorabdion och familjen snokar. IUCN kategoriserar arten globalt som livskraftig. Inga underarter finns listade i Catalogue of Life.
Arten förekommer endemisk på ön Mindanao som tillhör Filippinerna. Den lever i skogar och vistas vanligen i lövskiktet. Honor lägger ägg.